# منصورة سادات (حسيني)
منصورة سادات (بالفارسية: منصوره سادات) هي منطقة سكنية تقع في إيران في قسم حسيني الريفي. يقدر عدد سكانها بـ 437 نسمة بحسب إحصاء 2016.